# Stare Osieczno
Stare Osieczno (pierwotna nazwa pol. z XIII w. Oszeczno, niem. Ohziet-Ochozist, Hochzeit, od XVII w. mapach polskich Wesołowo, a w XIX w. Wesołów, Wesoła) – wieś w Polsce położona w województwie lubuskim, w powiecie strzelecko-drezdeneckim, w gminie Dobiegniew.
Wieś po raz pierwszy wspomniano w 1337, kiedy to funkcjonował tu gród obronny na pograniczu ziem polskich i pomorskich. W XIV wieku wzniesiono tu zamek rodziny Wedlów, w 1406 zdobyty przez wojska polskie na rozkaz króla Władysława Jagiełły (Wedlowie związani byli z Krzyżakami). W XIX wieku na wzgórzu zamkowym powstał neogotycki kościół. Obecnie rzymskokatolicki kościół Niepokalanego Poczęcia Najświętszej Maryi Panny
 należący do parafii Świętych Apostołów Piotra i Pawła w Radęcinie.
W latach 1975–1998 miejscowość administracyjnie należała do województwa gorzowskiego.
Nad przepływającą tu Drawą (popularny szlak kajakowy) znajduje się zagospodarowane pole biwakowe, a na nim drewniany krzyż ku czci Jana Pawła II, który kilkakrotnie przemierzał Drawę kajakiem.

## Zabytki
Do wojewódzkiego rejestru zabytków wpisany jest:
- schron obserwacyjny, na terenie dawnego cmentarza ewangelickiego, rok budowy 1934, nr rej.: ł-652/A z 9.06.2014.

## Osoby urodzone w Starym Osiecznie
- Friedrich Wilhelm Semmler (1860-1931) – niemiecki chemik, polityk (DNVP)[7].